# Mickey Bass
Mickey Bass, geboren als Lee Odiss Bass III (Pittsburgh (Pennsylvania), 2 mei 1943 – New York, 3 februari 2022), was een Amerikaanse jazzbassist. Hij speelde onder andere met Chico Freeman, John Hicks en Kiane Zawadi.

## Biografie
Bass was een bassist uit Pittsburgh, die sinds de jaren 1960 met hardbop orkestleiders en combo's heeft gewerkt. Hij heeft niet vaak opgenomen als leader. Zijn grootmoeder van moederskant, die optrad in minstrel shows, leerde hem en zijn neven barbershop-muziek. Hij heeft gespeeld en opgenomen met Sonny Rollins, Bennie Green en Charles Mingus. 
The New York Times verklaarde: 'Als Mickey Bass and the Co-operation in de juiste groove komen, is het twijfelachtig of er een andere jazzgroep in de stad is die zo hard swingt als deze'. Van 1975 tot 1985 doceerde hij aan de Duke Ellington School of the Arts en het Hartt College of Music. Tot zijn studenten bij Ellington behoorden Wallace Roney, Gregory Charles Royal, Clarence Seay en drummer Eric Allen. In 1980 ontving hij een National Endowment for the Arts Composers' Grant.
Bass overleed op 3 februari 2022. Hij werd 78 jaar.

## Discografie

### Als leader
- 1982: Sentimental Mood (Chiaroscuro Records)
- 1991: The Co-operation (Early Bird Records)
- 1991: Another Way Out  (Early Bird Records)

### Als sideman
Met Art Blakey
- 1972: Child's Dance (Prestige)
- 1973: Buhaina (Prestige)
- 1973: Anthenagin (Prestige)

Met Curtis Fuller
- 1972: Smokin' (Mainstream)

Met Philly Joe Jones
- 1977: Mean What You Say (Sonet)

Met Jimmy McGriff
- 1972, 1973: Concert: Friday the 13th - Cook County Jail (Groove Merchant)

Met Hank Mobley
- 1973: Thinking of Home (Blue Note)

Met Ramon Morris
- 1973: Sweet Sister Funk (Groove Merchant)

Met Lee Morgan
- 1968, 1999: The Sixth Sense (Blue Note)

Met Bobby Timmons
- 1965: Chicken & Dumplin's (Prestige)
- 1966: Soul Food (Prestige)

Met Reuben Wilson
- 1973: The Sweet Life (Groove Merchant)

- Bibliothèque nationale de France: cb13891221k (data)
- Gemeinsame Normdatei: 135295955
- International Standard Name Identifier: 0000 0001 1949 0546
- Library of Congress Control Number: n80144176
- MusicBrainz: b1d5c46f-db31-4dae-81c2-9948ca331204
- Virtual International Authority File: 42024529
- WorldCat: E39PBJghqVpfFJvFwdvTkHQg8C